# Старинки-1
Старинки-1 (біл. вёска Старінкі-1) — село в складі Мядельського району Мінської області, Білорусь. Село підпорядковане Сватківській сільській раді, розташоване в північній частині області.